# Brice Prairie
Brice Prairie is een plaats (census-designated place) in de Amerikaanse staat Wisconsin, en valt bestuurlijk gezien onder La Crosse County.

## Demografie
Bij de volkstelling in 2000 werd het aantal inwoners vastgesteld op 1804.

## Geografie
Volgens het United States Census Bureau beslaat de plaats een oppervlakte van 11,7 km², geheel bestaande uit land.

## Plaatsen in de nabije omgeving
De onderstaande figuur toont nabijgelegen plaatsen in een straal van 12 km rond Brice Prairie.